# Guimaraesiella
Guimaraesiella is een luizengeslacht uit de familie Philopteridae. De wetenschappelijke naam van het geslacht werd voor het eerst geldig gepubliceerd in 1949 door Eichler.

## Taxonomie
De volgende taxa zijn bij het geslacht ingedeeld (onvolledig):
- Ondergeslacht Cicchinella
  - Guimaraesiella (Cicchinella) sehri (Ansari, 1955)[2]
  - Guimaraesiella (Cicchinella) avinus (Ansari, 1956)[3]
  - Guimaraesiella (Cicchinella) falcifrons Gustafsson, Clayton & Bush, 2019[4]
  - Guimaraesiella (Cicchinella) iuga Gustafsson, Clayton & Bush, 2019[4]
  - Guimaraesiella (Cicchinella) gombakensis Gustafsson, Clayton & Bush, 2019[4]
  - Guimaraesiella (Cicchinella) mcgrewi Gustafsson, Clayton & Bush, 2019[4]
  - Guimaraesiella (Cicchinella) tenella Gustafsson, Clayton & Bush, 2019[4]
  - Guimaraesiella (Cicchinella) retusa Gustafsson, Clayton & Bush, 2019[4]
  - Guimaraesiella (Cicchinella) philiproundi Gustafsson, Clayton & Bush, 2019[4]
  - Guimaraesiella (Cicchinella) hannesundinae Gustafsson, Clayton & Bush, 2019[4]
  - Guimaraesiella (Cicchinella) pallidobrunneis Gustafsson, Clayton & Bush, 2019[4]
  - Guimaraesiella (Cicchinella) hampuslybecki Gustafsson, Clayton & Bush, 2019[4]
  - Guimaraesiella (Cicchinella) scottvillai Gustafsson, Clayton & Bush, 2019[4]
  - Guimaraesiella (Cicchinella) ambusta Gustafsson, Clayton & Bush, 2019[4]